# Los Transferencistas

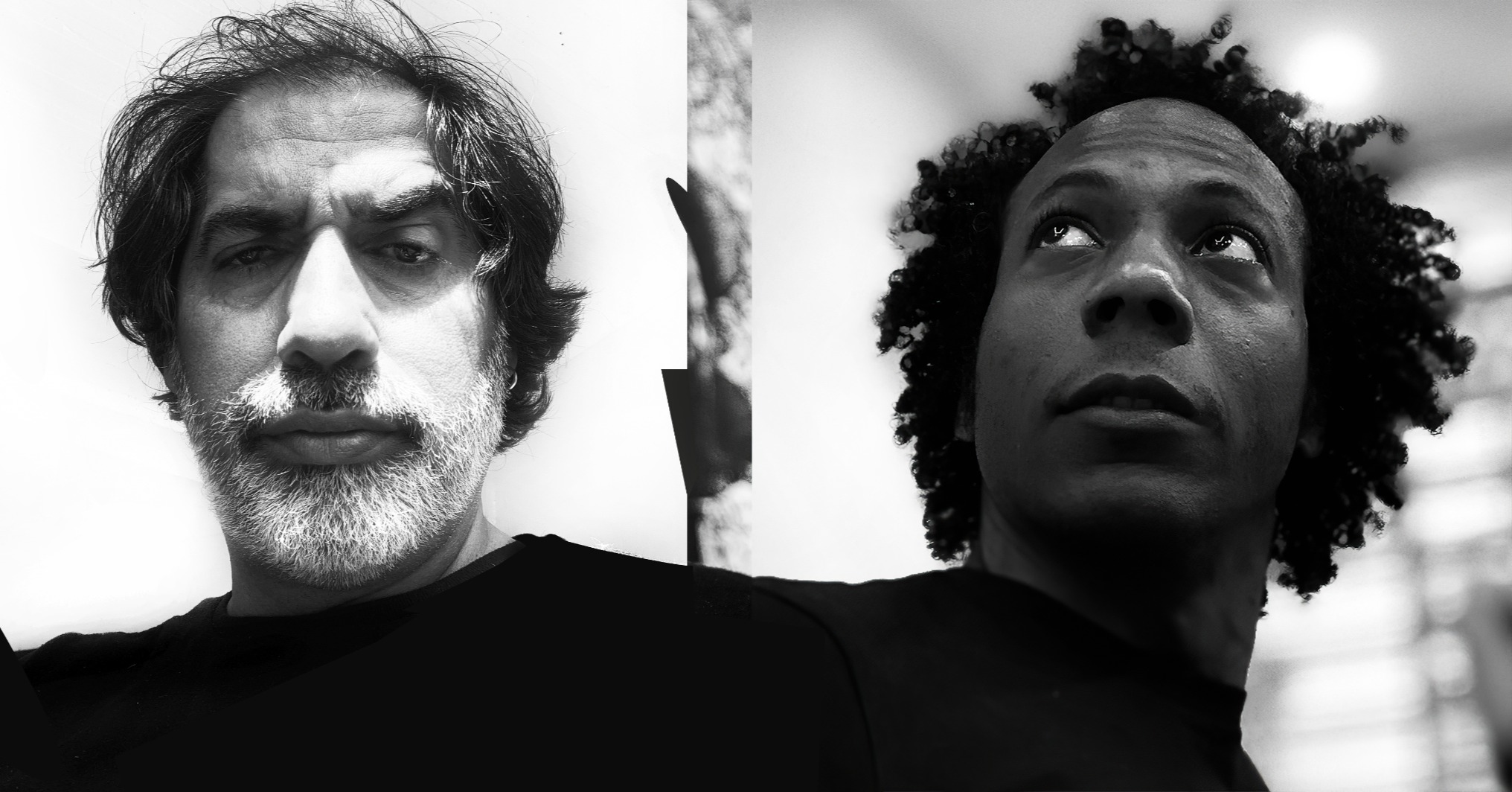
Los Transferencistas: A la izquierda Líder fundador y artista Lázaro Lacho Martínez y al lado derecho Reinier Usatorres Valdés

Los Transferencistas es un colectivo de artistas multidisciplinario, que crea y se desarrolla mediante la metodología Transferencial. Fue fundado oficialmente en el año 2013 por su líder, el artista cubano Lázaro Lacho Martínez. Actualmente, está conformado también por el artista cubano Reinier Usatorres Valdés y artistas de diferentes disciplinas que colaboran de manera alterna. Sus principales sedes se encuentran en la Ciudad de México y La Habana.
Su obra se ha materializado en diversos soportes: la pintura (la cual alcanza grandes formatos, incluso a escala mural), la música, el videoarte, acercamientos al teatro, y lo que han nombrado los propios artistas como poesía plural.
Como grupo, han realizado exposiciones y participado en bienales y ferias de arte en países como: Cuba, México, Colombia, Emiratos Árabes Unidos, Israel, Italia y Estados Unidos.

## Trayectoria

### 2004
En el año 2004, Miami Florida, Lázaro Enrique Martínez Rodríguez crea el primer colectivo de arte Transferencial. Es en esa ciudad donde se desarrolló la parte conceptual de su manifiesto, en el cual se concibe al arte como un acto de "no mente" o "no ego", y se fundó a la par el Arte Terapia Transferencial que se transformó posteriormente en la Transferencia como método de trabajo creativo y como forma de vida.

### 2010
En el 2010 (Lacho) viaja a la Ciudad de México, donde fue invitado a participar con su proyecto de arte terapia para el DIF e IMSS. Desde ese año hasta la actualidad decide radicar en CDMX y trabaja de modo alternado con La Habana.

### 2013
En 2013 se conforma el grupo nombrado: Colectivo DUL, donde participaban los artistas cubanos Reinier Usatorres Valdés y Reinier Domínguez Valdivieso dirigido por su líder, el artista cubano Lázaro Lacho Martínez. A finales de ese año el colectivo de arte decidió formalizar su nombre, utilizando el denominativo Los Transferencistas.

### 2014 - 2015
En el año 2014 se incorporó al grupo la diseñadora Ivette Ayzailadema Cedillo Salazar (mexicana), y en el año 2015 el artista y músico cubano Yosvel Hernández Perdomo.

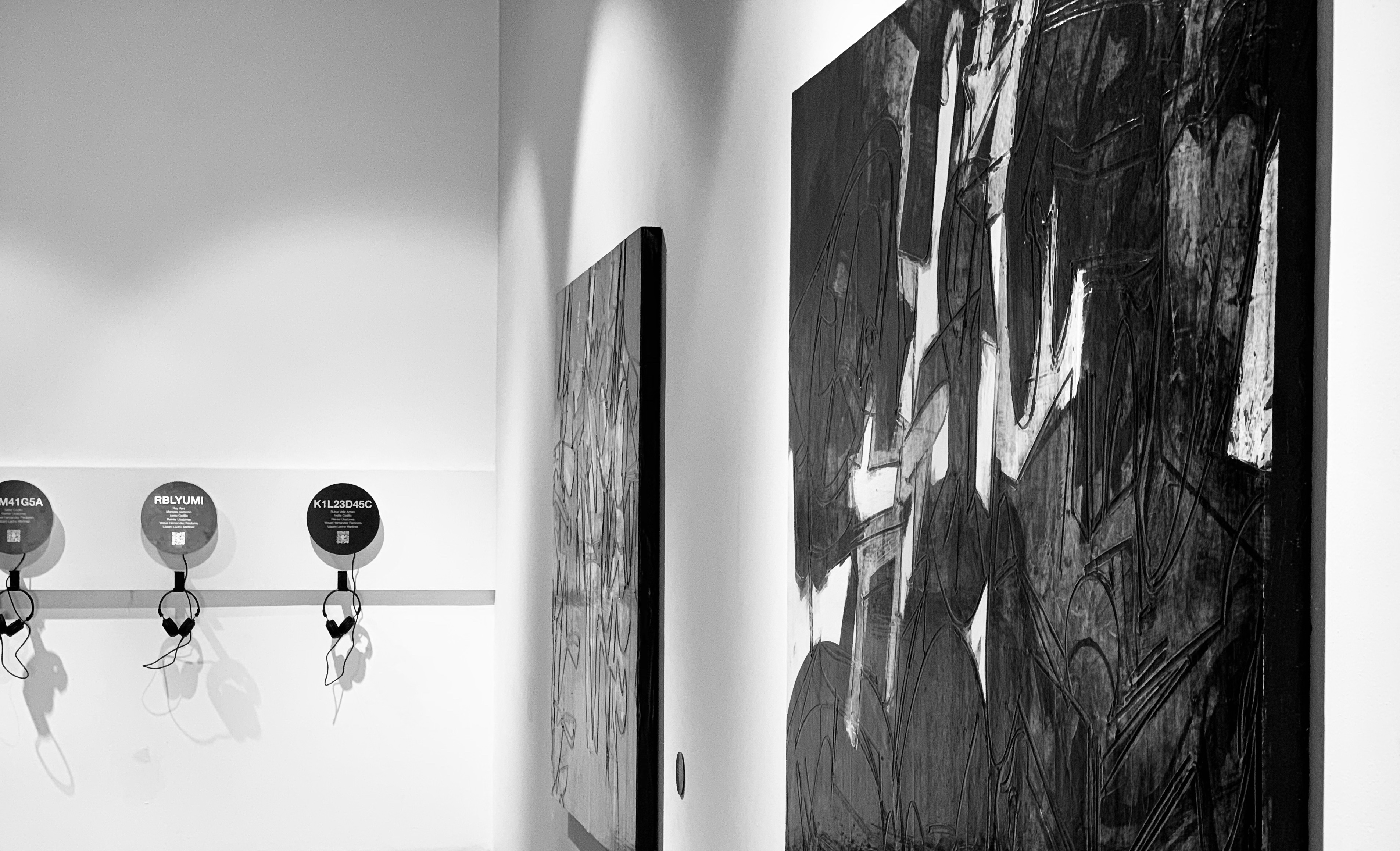
Exposición N2WH4P2 en la Galería Taller Gorria, 2019

### 2018 - Actualidad
Desde 2018 David Mateo Núñez, reconocido periodista, crítico y curador de arte cubano, ha escrito varios artículos, reseñas y ensayos sobre la producción artística de Los Transferencistas, y participa en diversos ejercicios curatoriales.
El propio crítico escribió sobre los Transferencistas:
El proyecto transdisciplinario liderado por Lázaro Lacho Martínez: Los Transferencistas, expande sus concepciones y metodologías abstractas de representación a través de diversas experiencias creativas vinculadas a la pintura, el performance, la música, la danza, el teatro y el audiovisual. El grupo integrado también por el artista cubano Reinier Usatorres Valdés y artistas de diferentes disciplinas que colaboran de manera alterna, prioriza en sus modos operativos el sentido del diálogo, de intercambio intelectual y técnico con otros creadores y áreas de expresión. Se interesa porque ese sentido, y las contingencias creativas que emanan de él, alcancen un perfil perceptual y representativo unívoco, coherente. La filosofía del intercambio, de la proyección cooperada, adquiere en este caso un valor inductivo y práctico.
En una entrevista realizada por David Mateo a Lázaro Lacho Martínez, se expone lo siguiente sobre el hacer Transferencial:

David: Lacho ¿Cuáles son los conceptos metodológicos esenciales del grupo? 
Lacho: La Transferencia está regida por dos principios básicos, que constituyen en sí mismos pretextos o motivaciones idóneas para llevar a cabo un ejercicio combinatorio entre la labor investigativa y la producción artística.
El primero de ellos es el Informacional, caracterizado esencialmente por el repaso histórico concebido a partir de dos grandes perspectivas de enfoque: una inducida hacia el ámbito macrohistórico y otro hacia el microhistórico. En uno decidimos adoptar un análisis un tanto más abarcador de los hechos y las personalidades que los protagonizan, figuras condicionadas por situaciones políticas e ideológicas particulares. En el otro nos interesa escudriñar, por el contrario, la condición autónoma del sujeto, sus contingencias y móviles más recónditos; los objetos singulares que derivan de tales circunstancias individuales.
El segundo principio es el Generativo. En él priorizamos el estudio, desarrollo y perfeccionamiento del alfabeto icónico de cada uno de los integrantes del grupo, pero al mismo tiempo la gestualidad implementada desde la colectividad, el sistema de diálogo, la conexión interrelacionar; los métodos de interpretación y simbiosis creativa. Repasamos constantemente la autonomía física de determinados objetos de interés; la cualidad del oficio que lo sostiene.
En cuanto a la pintura, nos motiva el análisis de la hechura por capas; el estado de conciencia sobre estas; la congruencia que ha de existir entre cada una de las partes que integran la composición visual. La complementariedad y diferencia entre lo caótico y lo ordenado, entendidos estos como procesos que intervienen de manera directa en la lógica del ritmo y el gesto corporal. Impulsamos la perspectiva del observador que se convierte en observado, y viceversa, un acontecimiento en el que el hecho del enjuiciamiento se contiene, y en ocasiones se anula.
Nos interesa sobremanera el estado de aceptación orgánica de los procesos creativos, algo que denominamos “semejanza activa”, la rendición o entrega del artífice. La semejanza activa es una experiencia vivencial, que nada tiene que ver con la interpretación superficial de la cosa. No es mimesis, no es una operación habitual; es decir, que no deriva del hábito, refiere a la sustancia, no al cuerpo externo de las cosas. Habitar cada dimensión, cada experiencia tal cual, no a través de una simulación ostensible. Las maneras a través de las cuales el pensamiento se subordina a la funcionalidad del proceso, su eficiencia.
En cuanto a lo estructural, indagamos sobre las formas cerradas y abiertas, concretas y aparentes. Indagamos en la sintaxis y morfología de las formas; en el ritmo kinestésico propio de un diálogo artístico. En las nociones de equilibrio, espacio y tiempo (la danza, el cuerpo); la conectividad física y mental, el estado de presencia. Desarrollamos la capacidad para sopesar, intuir e inducir lo incognoscible.
La Transferencia es implosión y explosión de ideas, autocomplacencia de conceptos y comprobaciones prácticas. Es también búsqueda, develamiento, autosuficiencia didáctica sobre el terreno en el que interactuamos.
Nuestro grupo investiga y especula sobre una serie de contrapunteos categoriales: - Lo ininteligible en vínculo con Lo abstracto.
- Lo ininteligible en relación con lo desconocido.
- La abstracción como concepto funcional, dinámico, adoptado por el sujeto instruido.
- Lo ininteligible como sentido de espera e intuición, frente a lo abstracto como consumación de la forma.

En su trabajo colectivo los artistas incluyen murales, pintura de mediano y gran formato, música, video arte, creando así piezas audiovisuales que incorporan elementos del lenguaje dancístico y otras disciplinas escénicas con la participación de artistas invitados; también crean obras sonoras, que incluyen elementos musicales y vocales que dialogan con su trabajo plástico

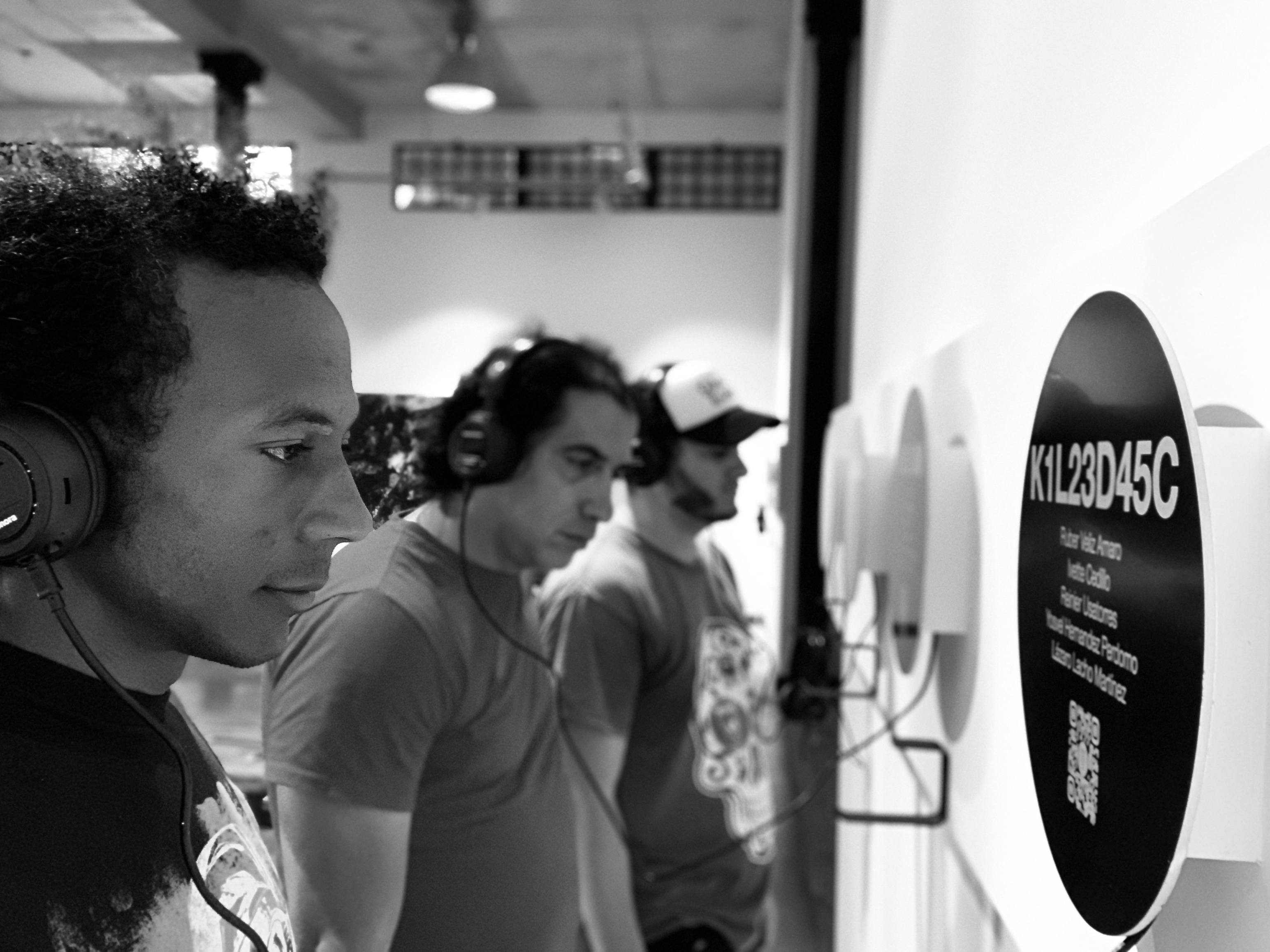
Los Transferencistas.

## Colaboraciones
Desde sus orígenes, La Transferencia en su carácter de colectivo ha tenido la colaboración de artistas que incursionan en diferentes manifestaciones artísticas, entre los que se pudieran mencionar: Humberto Perdomo (Cuba), Swald Huerta (México), Fabiola Villanueva (México), Andrés Cisneros de la Cruz (México), Ruber Veliz Amaro (Cuba), Roisel Suárez (Cuba), Alda Arita (México), Erdwin Vichot Blanco (Cuba), Liber Amaro (Cuba), Osniel Moro Regal Sandoval (Cuba), Ray Vera (México), Noslen Porrúa (Cuba), Rosenio Perdomo Blanco (Cuba), Grupo musical “Las Luz y Fuerza” (México), Grupo Musical “Polka madre” (México), Ramón Perdomo (Cuba): Alejandra Díaz Galves (México).

## Críticas de Arte
La obra ha sido profusamente valorada por la crítica de arte, la cual se ha hecho presente en las aportaciones de: David Mateo Núñez, Yolanda Wood Pujol, Elvia Rosa Castro, Nelson Herrera Ysla, Hilda María Rodríguez, Arturo Montoto Echevarría, Yenny Hernández Valdés, Abram Bravo Guerra, Noel Alejandro Nápoles, Mónica Pérez Llorente y Carlos Jaime Jiménez.

## Exposiciones
2021. Exposición “Autorretratos de otres que no somos nosotres”, El Recinto, CDMX, México
2021. Exposición colectiva “Octubre Negro, Dualidades entre la luz y la oscuridad”, Fundación Sebastián A.C., CDMX, México
2021. Exposición “Unmentionable”, Kendall Art Center, Miami, EEUU
2020. Exposición “BL2S23NG29”, DNasco Studio, La Habana, Cuba
2019. Exposición “Los Transferencistas N2WH4P2”, GTG, Galería Taller Gorría, La Habana, Cuba.
2019. Exposición colectiva. “Horizontes de utopía”. Muestra de Arte Cubano en Venecia. Participan: Alberto Lescay, Agustín Bejarano, Arturo Montoto, Rocío García, Ibrahim Miranda, Esterio Segura, José A. Vincench, Lidzie Alvisa, Donis Llago, Alicia Rodríguez, Roberto Fabelo Hung, Rachel Valdés, Rafael Villares, Alejandro Lescay, Frank David, Dorian Agüero, Lianet Martínez, Octavio Irving, Chuli Herrera, Harold López, Maikel Sotomayor, Serones, Alberto Domínguez, Alejandra y Manuel, Miriannys Montes de Oca, René Francisco, May Reguera, José Emilio Fuentes, Los Transferencistas. Palacio de Zenobio, Italia.
2019. Exposición colectiva Cuba: “Identidad y diferencia” y “horizontes y utopías”, Palazzo ca´ Zenobio, Venecia, Italia.
2019. Exposición “Los Transferencistas”, Área Galería, Ciudad de México.
2019. Exposición “Los Transferencistas”, Sheik Saeed Halls, Dubái, Emiratos Árabes Unidos.
2019. Exposición “Los Transferencistas”, Koral Center, San José del Cabo, México.
2018. Exposición “CR2C2R”, Senado de la República Mexicana, Ciudad de México.
2017. Exposición “Los Transferencistas”, Prima Gallery, Tel Aviv, Israel.
2017. Exposición Colectiva Art Patron, Guillermo del Toro, Orly Anan, Axolotl Collective, Mariel Lebrija, Mike Mease; Viktor Mtz, Ana Noble, Pedro Sánchez, Row Studio, Veraz, Mariel Lebrija, Los Transferencistas, Ciudad de México.
2016. Exposición “Los Transferencistas”, Art Cali, Biblioteca Departamental José Garcés Borrero, Cali, Colombia.
2016. Inauguración del mural “C4M32NZ4”, Edificio Noox Anzures, Ciudad de México.
2016. Exposición “Los Transferencistas”, Galería Noox, Huasca de Ocampo, Hidalgo, México.
2015. Inauguración del mural “NOPTY456”, Conservatorio Nacional Amadeo Roldán, La Habana, Cuba.
2015. Inauguración del mural “01GA78LU”, Alianza Francesa, La Habana, Cuba.
2015. Exposición “Los Transferencistas”, Tecnológico de Monterrey, campus Ciudad de México.
2014. Exposición “Los Transferencistas”, Museo Nacional de las Culturas del Mundo, Ciudad de México.
2014. Exposición “Los Transferencistas”, Museo José Luis Mora, Ocoyoacac, Estado de México.
2014. Exposición “Los Transferencistas”, Museo del Fuego Nuevo, Ciudad de México.
2014. Exposición pictórica “I5DUL8M3”, en la galería de la Asamblea Legislativa del Distrito Federal (ALDF).
2013. Exposición colectiva en la Galería Ariosto Otero. Participaron: Francisco Toledo, Alejandro Santiago, Sebastián, Ariosto Otero, Los Transferencistas, Fundación Fertilizando el Esfuerzo, Ciudad de México.
2013. Exposición “Cuando todo importa”, Alianza Francesa del Valle, Ciudad de México.
2013. Exposición “Desde la Transferencia”, Ex Capilla de Guadalupe, Miguel Hidalgo, Ciudad de México.
2011. “Poesía en silencio”, muestra inclusiva. Centro Cultural de España en México. Participaron: Luis Felipe Fabre, Alberto Chima, Raúl Renán, Los Transferencistas, Ciudad de México.
2010. Exposición bipersonal Octavo capital, Pablo O’Higgins, Teatro del pueblo, Los Transferencistas. Ciudad de México. 
2007. Exposición colectiva, Group Summer, artistas locales y Los Transferencistas. Ellen Charapko Gallery, Florida, Estados Unidos.  2007. Exposición Guajiro, Freedom of Expression, Raúl Boro, Joel Núñez, Los Transferencistas, Ellen Charapko Gallery, Florida, Estados Unidos. 
2005. Exposición “Desde la Transferencia: Itinerario”, Palacio Municipal de Almoloya de Juárez, Estado de México. 
2004. Exposición colectiva “Salto Libre”, Galería de Arte Universal. Participaron: Ángel Delgado, Sandra Ceballos, Los Transferencistas, La Habana, Cuba. 
2004. Salón de Premiados, Centro de Desarrollo de las Artes Visuales, La Habana. Cuba. 
2004. Salón de Artes Plásticas, Galería Eduardo Abela, San Antonio de los Baños, La Habana, Cuba.